# One Missed Call (2008)
One Missed Call is een Amerikaanse horrorfilm uit 2008 onder regie van Eric Valette. De productie is een nieuwe versie van het Japanse Chakushin ari uit 2003 van regisseur Takashi Miike, die het verhaal op zijn beurt baseerde op een boek van Yasushi Akimoto. Voor de Franse regisseur Valette was het zijn eerste Engelstalige film.

## Verhaal
Leann Cole vertelt haar vriendin Beth Raymond dat ze behoorlijk van slag is en even alleen met haar wil praten. Wanneer ze onder vier ogen zijn op Raymonds slaapkamer, blijkt dat het recente stuklopen van Coles relatie met Brian Sousa niet het grootste probleem is, maar een voicemailbericht dat ze kreeg. Het is volgens de display van de telefoon afkomstig van een tijdstip een paar dagen in de toekomst en bovendien afkomstig van zichzelf, gillend. Tot Raymonds afgrijzen maakt Cole later een fatale val voor een voorbijrazende trein op exact de dag en het tijdstip van het voicemailbericht.
Niet lang daarna krijgt Raymonds vriendin Taylor Anthony eenzelfde telefoontje, wat zij uiterst serieus neemt. Hoewel ze hier eerder niets van wilde weten, gaat ze in zee met Ted Summers, die een televisieprogramma maakt waarin exorcismes worden uitgevoerd. Niettemin kan ook hij evenals zijn groep medewerkers alleen stomverbaasd toekijken hoe Anthony tijdens een stroomstoring op de exacte tijd van het voicemailbericht het leven laat.
De politie verslijt Raymond met haar vreemde verhaal voor gek, behalve inspecteur Jack Andrews, die een dergelijk verhaal al vaker heeft gehoord en denkt dat dit geen toeval meer kan zijn. Samen proberen ze te achterhalen waar de rij dodelijke voicemailberichtjes ooit begonnen is, in de hoop daarmee een oplossing te vinden. De tijd gaat dringen wanneer Raymond zelf op haar eigen voicemail verschijnt.

## Rolverdeling
- Shannyn Sossamon: Beth Raymond
- Edward Burns: Inspecteur Jack Andrews
- Ana Claudia Talancón: Taylor Anthony
- Ray Wise: Ted Summers
- Azura Skye: Leann Cole
- Johnny Lewis: Brian Sousa
- Jason Beghe: Ray Purvis
- Margaret Cho: Inspecteur Mickey Lee
- Meagan Good: Shelley Baum
- Rhoda Griffis: Marie Layton
- Ariel Winter: Ellie Layton
- Raegan Lamb: Laurel Layton
- Karen Beyer: Mrs. Ford

## Trivia
Actrices Sossamon en Skye speelden eerder samen in Wristcutters: A Love Story (2006).